# Josef Bisig
Josef Meinrad Bisig, né le 2 septembre 1952 à Steinhausen, dans le canton de Zoug en Suisse, est un prêtre catholique, cofondateur et premier supérieur général de la Fraternité sacerdotale Saint-Pierre.

## Biographie
Josef Bisig naît et grandit dans le canton de Zoug où il obtient sa maturité gymnasiale en 1971. Il entre alors en faculté de médecine à l'université de Zurich qu'il quitte après une année. Il entre alors au séminaire d'Écône où il étudie la philosophie et la théologie de 1972 à 1977. Le 29 juin 1977, il est ordonné prêtre par Marcel Lefebvre. Il est alors prêtre de la Fraternité Saint-Pie-X. Jusqu'en 1978, il exerce son sacerdoce dans la commune appenzelloise de Weissbad, aujourd'hui Schwende. En 1979, il quitte la Suisse pour se rendre au séminaire de Zaitzkofen en Allemagne où il sera recteur jusqu'en 1986. En parallèle de cela, il est élu en 1982 membre du conseil général de la fraternité. Poste qu'il occupera jusqu'en juillet 1988, année durant laquelle il quitte la fraternité en raison de la consécration de quatre évêques par Marcel Lefebvre sans autorisation pontificale. Il refuse de suivre Lefebvre dans une activité qu'il qualifie de schismatique. Il fonde alors à l'abbaye d'Hauterive la Fraternité sacerdotale Saint-Pierre dont il est le premier supérieur général. L'abbé Arnaud Devillers, de nationalité française, lui succède en l'an 2000.
Ancien recteur du séminaire européen de la fraternité, l'abbé Bisig devient vice-recteur et professeur de théologie du séminaire américain de la fraternité, le séminaire Notre-Dame-de-Guadeloupe, situé à Denton (Nebraska) en 2005. Il en devient le recteur en 2006. Il a une licence en théologie et prépare actuellement un doctorat en théologie. Il parle allemand, français, anglais et italien.